# Jamki (potok)
Jamki – potok w województwie śląskim, prawostronny dopływ Bobrka o długości 5,3 km i powierzchni zlewni 14,69 km².
Potok rozpoczyna swój bieg na terenie dzielnicy Jamki w Dąbrowie Górniczej, skąd przepływa przez Strzemieszyce Wielkie i Kazimierz Górniczy, uchodząc do rzeki Bobrek w Ostrowach Górniczych w Sosnowcu.
Potok tworzy liczne rozlewiska w okolicach Sulna.